# Automotrice FS 85
Le automotrici del gruppo 85 erano veicoli ferroviari a carrelli, con motore a vapore, per il trasporto di viaggiatori sulle linee delle Ferrovie dello Stato, in uso nel primo periodo della statalizzazione delle ferrovie italiane.

## Storia
Tra il 1905 e il 1907 le Ferrovie dello Stato, cercarono di risolvere il problema annoso dell'alto costo di esercizio del treni viaggiatori a bassa composizione e a scarsa frequentazione su linee non convenientemente elettrificabili mediante l'introduzione di automotrici a vapore. Successivamente all'immissione in servizio di quelle del gruppo 60, composte da comparto locomotiva e comparto bagagliaio e postale, a tre assi di cui due accoppiati e uno portante, alla Fiera di Milano del 1906 venne presentato anche un modello di automotrice a carrelli, della potenza di 130 CV denominato "gruppo 85" che offriva 86 posti a sedere. Ne vennero costruite solo tre unità che svolsero un servizio del tutto insoddisfacente nelle linee attorno a Milano. L'esercizio dimostrò infatti che erano troppo pesanti, 47,4 tonnellate e non avevano praticamente prestazione utilizzabile. All'avviamento bastava una lieve ascesa per metterle in difficoltà. I ferrovieri milanesi le attribuirono il nomignolo la Giulia. Le tre "85" furono trasferite a Mestre nel 1931 e continuarono a svolgere servizio per corsette di servizio per il personale.

## Caratteristiche
Le automotrici del gruppo 85 ricalcavano la filosofia di progetto dell'epoca che consisteva nell'accoppiare al telaio di una carrozza viaggiatori un meccanismo motore; nelle "85" era costituito da un telaio a due assi, di cui uno motore, su cui era montata una caldaia a vapore verticale di limitato ingombro ma per forza di cose di limitate prestazioni. Il tutto era racchiuso in una cabina compatta sul cui frontale era ricavato il vano per il carbone. Una sezione del rotabile era attrezzata a vano bagagli e postale. Le automotrici, a causa del loro basso peso aderente e della poca potenza, erano praticamente prive di prestazione utilizzabile. Al massimo in zona pianeggiante veniva agganciata una carrozza a rimorchio in caso di necessità.

## Deposito Locomotive di assegnazione
- Deposito Locomotive di Milano Lambrate
- Deposito Locomotive di Mestre